# Движение «Свобода»
Движение «Свобода» (словен. Gibanje Svoboda), ранее известная как Партия зелёных действий (словен. Stranka zelenih dejanj, Z.DEJ) — словенская политическая партия, опирающаяся на зелёную политику, определяется как левоцентристская либо центристская.

## История
Партия была основана Юре Лебеном, о её создании было объявлено 11 января 2021 года на шоу Studio City. 
Её учредительный съезд состоялся 8 мая 2021 года, он прошел в дистанционном формате. Юре Лебен был избран первым председателем, а Грегор Эрбежник заместителем председателя. На съезде партии присутствовало 119 делегатов. Партия ищет баланс между промышленным прогрессом и сохранением окружающей среды с помощью природоохранных мер.
В январе 2022 года Юре Лебен покинул партию и объявил о завершении политической карьеры, новым лидером партии избран Роберт Голоб. Он переименовал партию в "Движение «Свобода»". На парламентских выборах в апреле 2022 года партия "Движение «Свобода» заняла первое место, набрав 34,54 % голосов и получив 41 из 90 мест в парламенте.
В июне 2022 года к партии присоединились Партия Аленки Братушек и Список Марьяна Шареца.

## Политическая ориентация
Основными ценностями партии являются демократия, терпимость и уважение. По словам Лебена, Словения должна войти в число 20 самых конкурентоспособных стран мира по критериям Всемирного экономического форума.